# 马璐
马璐（1966年6月—），女，汉族，河南平顶山人。中华人民共和国政治人物。现任中华全国总工会副主席、书记处书记、党组成员，中华全国妇女联合会副主席（兼）。第十四届全国政协委员。